# 桐村镇
桐村镇，是中华人民共和国浙江省衢州市开化县下辖的一个乡镇级行政单位。

## 行政区划
桐村镇下辖以下地区：
华山村、建丰村、门村、严村、杜坑村、桐村、黄石村、裴源村和王畈村。